# Emertonia perharidiensis
Emertonia perharidiensis is een eenoogkreeftjessoort uit de familie van de Paramesochridae. De wetenschappelijke naam van de soort is voor het eerst geldig gepubliceerd in 1963 door Wells.